# Luc Millecamps
Luc Millecamps (ur. 10 września 1951 w Waregem) – były belgijski piłkarz, który grał jako obrońca. Młodszy brat Marka Millecampsa, także piłkarza.
Swoją karierę rozpoczął w 1969 w KSV Waregem i całą karierę spędził właśnie w tym klubie.
Zagrał 35 meczów w krajowej reprezentacji i wziął z nią udział w mistrzostwach Europy 1980 i mistrzostwach świata 1982.